# Dighton
|  | Per a altres significats, vegeu «Dighton (Massachusetts)». |

Dighton és una població del Comtat de Lane a l'estat de Kansas (Estats Units d'Amèrica).

## Demografia
Segons el cens dels Estats Units del 2000 tenia 1.261 habitants, 563 habitatges, i 342 famílies. La densitat de població era de 553,3 habitants per km².
Dels 563 habitatges en un 27% hi vivien nens de menys de 18 anys, en un 51,3% hi vivien parelles casades, en un 6,2% dones solteres, i en un 39,1% no eren unitats familiars. En el 36,4% dels habitatges hi vivien persones soles el 21% de les quals corresponia a persones de 65 anys o més que vivien soles. El nombre mitjà de persones vivint en cada habitatge era de 2,2 i el nombre mitjà de persones que vivien en cada família era de 2,88.
Per edats la població es repartia de la següent manera: un 24,3% tenia menys de 18 anys, un 5,1% entre 18 i 24, un 25% entre 25 i 44, un 21,8% de 45 a 60 i un 23,9% 65 anys o més.
L'edat mediana era de 42 anys. Per cada 100 dones de 18 o més anys hi havia 89,5 homes.
La renda mediana per habitatge era de 33.500 $ i la renda mediana per família de 40.987 $. Els homes tenien una renda mediana de 30.417 $ mentre que les dones 19.464 $. La renda per capita de la població era de 19.232 $. Entorn del 6,5% de les famílies i el 8,5% de la població estaven per davall del llindar de pobresa.

## Poblacions properes
El següent diagrama mostra les poblacions més properes.